# Propaganda Pel Fet!
Propaganda Pel Fet! es una discográfica independiente de Manresa (Cataluña, España). Propaganda Pel Fet! se fundó en 1996. Su ámbito de actuación es local, apoyando a bandas catalanas y que se expresen en catalán, aunque han editado bandas no catalanas o que se expresen en otros idiomas, como Habeas Corpus.
El sello reparte el 50% de las ganancias de un álbum con el grupo, igual que, por ejemplo, Esan Ozenki. El nombre proviene de la expresión anarquista «Propaganda por el hecho».

## Artistas en catálogo
- 8 Mil·liímetres
- Adevertències i Advertiments
- Ai Ai Ai
- Answer
- At Versaris
- La Carrau
- Cheb Balowski
- Ciudad Jara
- Dijous Paella
- Feliu Ventura
- La Gran Orquesta Republicana
- Habeas Corpus
- Ki Sap
- KOP
- Nativa
- Obrint Pas
- Pirat's Sound Sistema
- Pomada
- Rabia Positiva
- La Raíz
- Revolta 21
- Skarnio
- Smoking Souls
- Street Bastards
- Tipuaixí
- Tribade
- VerdCel
- Xerramequ Tiquis Miquis
- ZOO (grupo musical)
- Valira